# Buda iz Kamakure
Buda iz Kamakure (japanski: 高徳院, Kōtoku-in) je 13.35 metara visok Daibucu (Orijaški brončani Buda) iz 1260. godine koji se nalazi u gradu Kamakuri u Japanu. Visok je 13.35 metara i težak oko 95 tona.

## Povijest
Minamoto no Yoritomo, prvi između japanskih šoguna, probio se unutarnjom politikom pobijedivši protivničku partiju "Taira". Godine 1185. preuzeo je Šogun, kojega je narod nazivao "Vrhovnim pobjednikom Barbara", upravu nad zemljom. Kamakura se razvio u moćnu rezidenciju. Procvale su znanosti i umjetnosti. To je razdoblje ušlo u japansku povijest umjetnosti. Minamoto je kanio slomiti nadmoć Nara kao umjetničkoga grada -još i danas se o tom gradu govori kao o "Rimu budizma". Ali za to je bio potreban i jedan Budin kip dorastao onom Daibucu u Nari. Kiparu Ono Goroemonu zapovjedili su da ga mora stvoriti. Godine 1252. završio je odljev i time je Kamakura dokazao svoju prevlast i u pogledu umjetnosti, te je sljedeće stoljeće i pol (1192. – 1333.) ostao sjedište Šogunata. 
Glavni grad Kamakura, nekoć ponosna metropola, čije je stanovništvo činilo stotine tisuća ljudi, nije preživjelo japanski srednji vijek. Skulptura je izgrađena unutar drvenog hrama ali ta je građevina nestala u cunamiju 20. listopada 1498. godine, u periodu Muromachi. Samo je skulptura preživjela da svjedoči o negdašnjoj veličini i značaju grada.

## Odlike
Daibucu stoluje ne lotosovu sjedištu, a postolje je u obliku terase, svemu tome vode stepenice. Brončani dijelovi i ploče iz kojih je kip satvoren debljine su i do 10 cm. Samo obraz je visok 3 m. Udaljenost od jednog koljena do drugog iznosi lim. Dva prozora na stražnjoj strani omogućuju da se dođe u unutrašnjost lika. Prije je Daibutsu bio smješten u nekoj prostoriji, a to je još i danas slučaj s Budom u Nari. Oko svetinje uzdizali su se hramovi i palače. Požari i tajfuni tokom su stoljeća sve te drvene građevine pokrili krhotinama i pepelom. Tamo od godine 1495. stoluje pod otvorenim nebom. Bronca se tokom stoljeća obojila crnasto-zeleno.

## Dojmovi
"Prošli smo kroz vrata", stoji u jednom starom putnom izvještaju, "i tada se pred nama uzdigao dostojanstveni božanski kip u svom mjedenom miru, prvorazredna umjetnina, sačinjena prije 600 godina. U čitavu tom golemom liku počiva dostojanstvo koje je teško opisati Zamisao, u sebe samu zatvorena, apsolutna, i stoga svake strasti lišena, svemoćne snage, majstorski je izrađena u držanju i izrazu onog koji kraljevskim dostojanstvom iz poluzatvorenih očiju gleda dolje preda se."
Ogromni brončani Buda najjasnije u sutonskom osvjetljenju zrači mir nadzemaljske sigurnosti onog na kojeg se ne može utjecati. Čovjek, koji poput nekog patuljastog bića stoji ispred 14 m visokoga giganta, zaboravlja na nekoliko trenutaka u kojem vremenu živi. 
Njemački putnik P. G. Heims došao je tik pred mijenu stoljeća u Kamakuru. Našao je ispred terase za postolje Dai-butsa neka ulazna vrata, što su bila zaštićena čuvarima natprirodne veličine "u obliku crveno obojenih kumira, odvratno iscerenih". Na crvenom laku bilo je nebrojeno bijelih točkica. Heims je ispitao uzrok tome: "Tko ovamo dođe da nešto zatraži od kumira, kod kuće napiše svoju molitvu na papir koji se na tom mjestu prožvače i pljune na kumira. Ako papir ostane prilijepljen, tada je molitva uslišana. Neki su bili kadri svoju molbu ispljunuti sve do čela nacerena lika."
Heims je prošao put iz Tokija do Kamakure, nešto preko 50 km, rikšom. Jedan je kuli vukao kolica, a drugi gurao. Mora da je to bilo mučno putovanje. 
Danas iz Tokija vodi električna brza željeznica do Kamakure. Za ljude Tokija posjet Budinom kipu nedjeljni je izlet. Ali, možda ih još i više privlači susjedna "japanska rivijera". Zaljev Sagami popularno je odmaralište.

## Poveznice
- Japanska umjetnost
- Tōdai-ji Daibucu